# Sessilidade (zoologia)

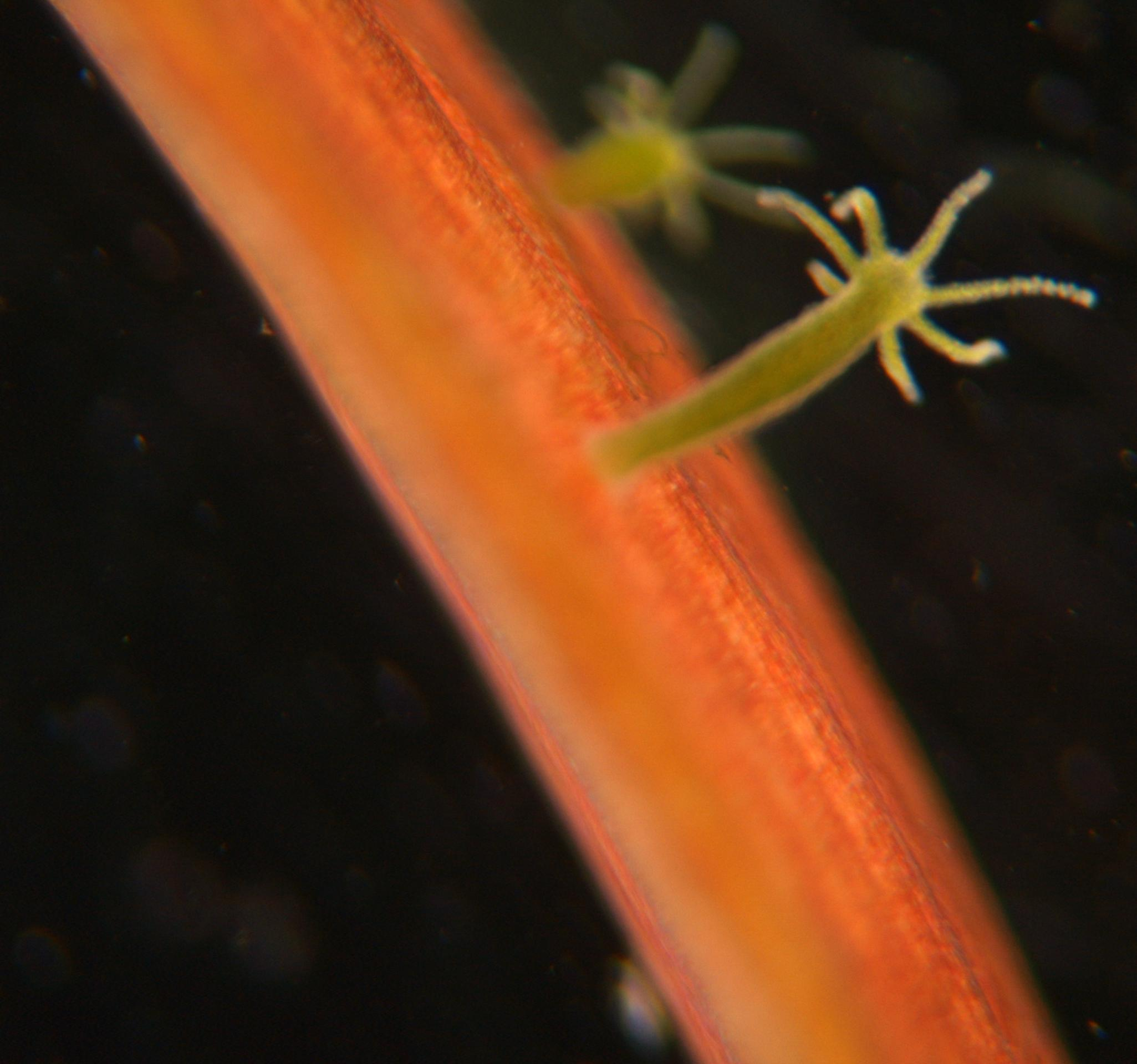
Cnidários do género Hydra normalmente sésseis, permanecendo aderentes a um substrato sólido.

Sessilidade é a designação utilizada em zoologia para designar os organismos incapazes de movimento posicional autónomo por não disporem de mecanismos de motilidade própria ou por viverem aderentes a um substrato sólido. Os organismos sésseis são normalmente imóveis ou sedentários. Dado este contexto, este termo é também utilizado para distinto referir os organismos ou as estruturas biológicas que se ligam a uma superfície directamente pela sua base sem existência de um pé ou pedúnculo.